# Cheam Peak
Cheam Peak är en bergstopp i Kanada.   Den ligger i provinsen British Columbia, i den södra delen av landet, 3 400 km väster om huvudstaden Ottawa. Toppen på Cheam Peak är 2 104 meter över havet, eller 329 meter över den omgivande terrängen. Bredden vid basen är 1,4 km. Cheam Peak ingår i Skagit Range.
Terrängen runt Cheam Peak är bergig åt sydost, men åt nordväst är den kuperad.Närmaste större samhälle är Chilliwack, 19,8 km väster om Cheam Peak.
I omgivningarna runt Cheam Peak växer i huvudsak barrskog. Runt Cheam Peak är det mycket glesbefolkat, med 4 invånare per kvadratkilometer.